# Clovia lineatocollis
Clovia lineatocollis is een halfvleugelig insect uit de familie Aphrophoridae. De wetenschappelijke naam van deze soort is voor het eerst geldig gepubliceerd in 1859 door Motschulsky.